# 芒廷森特 (加利福尼亞州)
芒廷森特（英語：Mountain Center）是位於美國加利福尼亞州河濱縣的一個人口普查指定地區。

## 地理
芒廷森特的座標為33°42′15″N 116°43′33″W / 33.70417°N 116.72583°W，而該地最高點為海拔高度1377米（即4518英尺）。

## 人口
根據2010年美國人口普查的數據，芒廷森特的面積為4.885平方千米，當中陸地面積為4.881平方千米，而水域面積為0.004平方千米。當地共有人口63人，而人口密度為每平方千米12人。